# 캐쉬 캐쉬

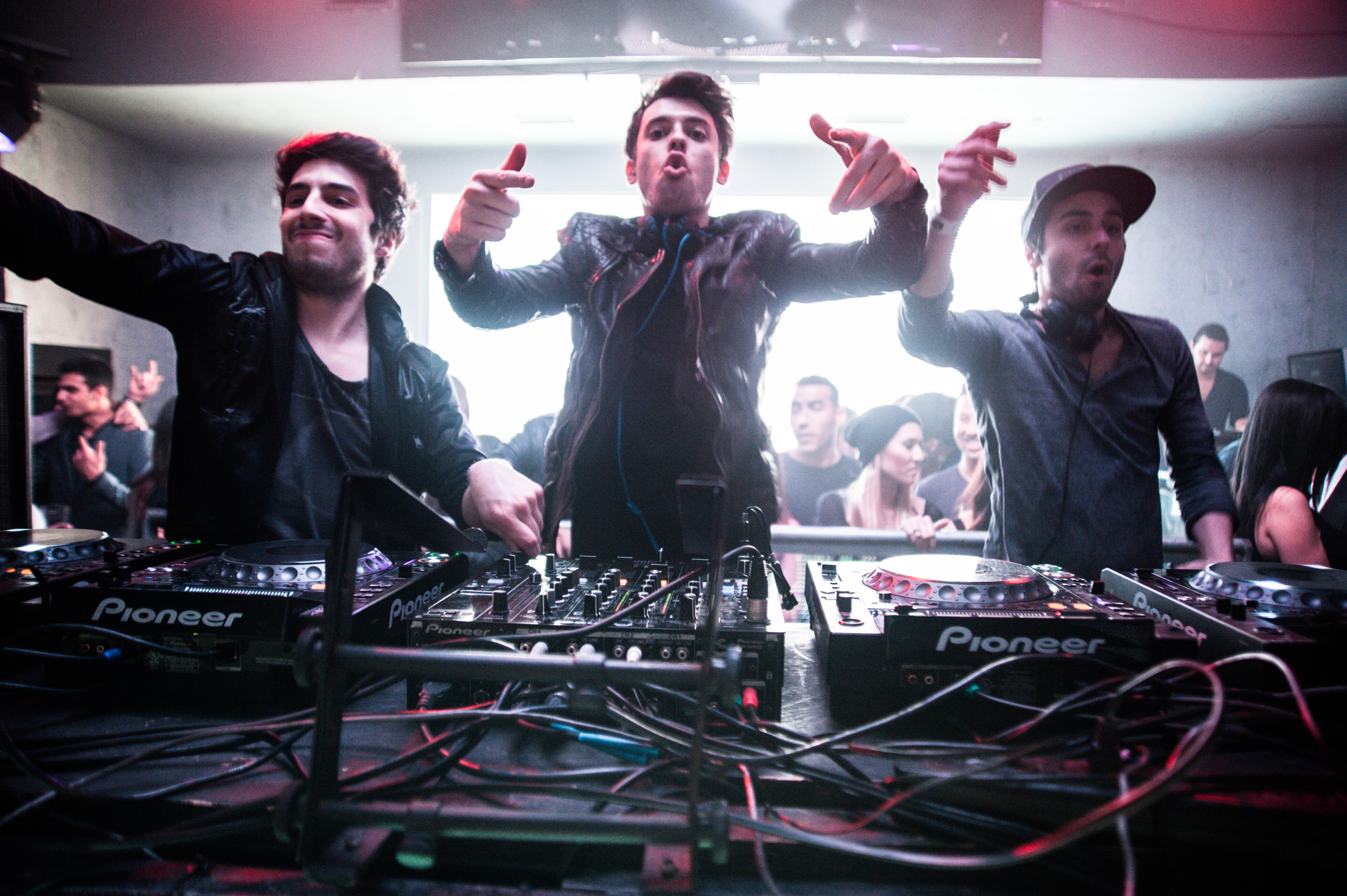

캐쉬 캐쉬(Cash Cash)는 미국 뉴저지에서 활동하는 일렉트로니카 그룹이다. Cash Cash 그룹은 장 폴 마클루프(Jean Paul Makhlouf, 보컬, 작곡), 알렉산더 루크 마클루프(Alexander Luke Makhlouf, 키보드, 보컬), 샘 프리시(Sam Frisch, 기타, 보컬), 앤서니 빌리카리(Anthony Villicari, 드럼)으로 구성되어 있다. 현재까지 차트의 가장 높은 순위를 기록한 곡은 비비 렉사의 보컬이 특징인 싱글 "Take Me Home"이다.

## 소닉 더 헤지혹 OST 참여
마클루프 형제는 소닉 더 헤지호그이라는 비디오 게임을 세가 게임사와 함께 소닉의 고유한 색깔로 음악을 만들었다. 또, 이들은 소닉 더 헤지호그의 주제곡인 Reach for the Stars 뿐만 아니라, 엔딩곡으로 Speak with Your Heart까지 내놓았다.

## 그룹 구성원
현재 Cash Cash 그룹 구성원은 아래와 같다.
- 장 폴 마클루프(Jean Paul Makhlouf, 보컬, 작곡)
- 알렉산더 루크 마클루프(Alexander Luke Makhlouf, 키보드, 보컬)
- 샘 프리시(Sam Frisch, 기타, 보컬)

## 전 그룹 구성원
지금보다 그 전에 활동했던 구성원들은 아래와 같다..
- 마이클 디로마(Michael Diroma, 드럼)
- 마이클 도어(Michael Doerr, 기타)
- 애덤 리치먼(Adam Richman, 기타, 보컬)
- 조 그리넬리(Joe Grinnelli, 드럼)
- 크리스천 보스키(Christian Borsky, 키보드)
- 마이크 세이어스(Mike Sayers, 기타 베이스)
- 왕지저우(Jizhou Wang, 기타)
- 앤서니 빌리카리(Anthony Villicari, 드럼)

## 음악
As "The Consequence"
- "Your Own Place" (2004)
- "The Consequence" (2005)
- "By the Bedside" EP (2006)

As "Cash Cash"
- "Cash Cash (EP)" (Universal Republic)
- "Take It to the Floor" LP (Universal Republic)
- "Love or Lust" (2011)
- "The Best Goes On" (2012)
- "Overtime - EP" (2013)

### 글

#### 2009년
- "Party in Your Bedroom"
- "Everytime We Touch"

#### 2010년
- "Forever Young"
- "Red Cup (I Fly Solo)"

#### 2011년
- "Victim of Love"
- "Sexin' on the Dance Floor" (feat. Jeffree Star)

#### 2012년
- "Michael Jackson"
- "Overtime"

#### 2013년
- "Take Me Home"

#### 2014년
- "Lightning" (featuring John Rzeznik)
- "Surrender"

#### 2015년
- "Untouchable" (with Tritonal)
- "Devil" (featuring Busta Rhymes, B.o.B and Neon Hitch)
- "Escarole"

#### 2016년
- "Aftershock" (featuring Jacquie Lee)
- "How to Love" (featuring Sofia Reyes)
- "Millionaire" (with Digital Farm Animals featuring Nelly)
- "Broken Drum" (featuring Fitz of Fitz and The Tantrums)

#### 2017년
- "Matches" (with Rozes)
- "All My Love" (featuring Conor Maynard)
- "Belong" (with Dashboard Confessional)